# Red Sebastian
Seppe Guido Yvonne Herreman, conocido artísticamente como Red Sebastian (Ostende, 13 de mayo de 1999), es un cantautor belga.

## Biografía
Nacido y criado en Ostende, comenzó a tocar el piano a los nueve años, y luego comenzó a cantar a los doce, asistiendo a una escuela de música en su ciudad. Dos años después, en 2013, participó en la segunda temporada de la versión belga de Got Talent, al que se había apuntado sin el conocimiento de sus padres. Con la canción Ain't No Other Man de Christina Aguilera, el joven logró ganarse un lugar en la final, a pesar de no ganar.
Tras finalizar sus estudios de bachillerato, en 2017, continuó su formación musical en el Conservatorio Real de Gante, donde tuvo como profesores, entre otros, a Gustaph e Ibernice MacBean de Sergio & the Ladies. En 2019, el cantante comenzó a actuar bajo el nombre artístico de Red Sebastian, lanzando su álbum debut You en 2021. En 2024, participó en el programa de televisión Sing Again, donde llegó a la superfinal interpretando la canción The Show Must Go On de Queen.
El 14 de noviembre del mismo año, se anunció su participación en Eurosong 2025, el concurso organizado por la emisora flamenca VRT para seleccionar al representante belga en el Festival de Eurovisión 2025. Su canción Strobe Lights se estrenó el 25 de enero de 2025 durante la segunda semifinal del programa. En la final del 1 de febrero, actuó en séptima posición (había ocho concursantes en total), obteniendo el primer lugar tanto en la votación del jurado como en la del público. Con un total de 423 puntos, consiguió la victoria final y se ganó así el derecho a representar a Bélgica en el escenario de Eurovisión en Basilea.

## Estilo musical
En su música, Red Sebastian combina elementos del pop, la música electrónica y el soul, bebiendo de los sonidos de artistas como Christina Aguilera, Whitney Houston y Sam Smith. Su estilo vocal se distingue por su habilidad en los registros altos, lograda a través del falsete, mientras que sus interpretaciones se caracterizan por trajes excéntricos y, en su mayoría, de color rojo.

## Discografía

### Álbumes
- 2019 – You

### EP
- 2023 – Bedroom Secretos
- @sur_green420

### Sencillos
- 2021 – Embrace Me
- 2021 – Fading Away
- 2021 – Keep Going Back to You
- 2021 – Some Kinda Way
- 2021 – You
- 2023 – Letting Go
- 2023 – Soft Suede
- 2023 – Appetite
- 2024 – In Your Eyes
- 2025 – Strobe Lights  1. 1 2  «Deelnemers 'Eurosong 2025': wie is Red Sebastian?» (en neerlandés).
  2. 1 2 3 4  Tom Vets. «PORTRET. Wie is Red Sebastian, de torenhoge favoriet van ‘Eurosong 2025’?». Het Belang van Limburg (en neerlandés).
  3. ↑  «Belgium 2025: Lineup for 'Eurosong' revealed» (en inglés).
  4. ↑  William Lee Adams. «Eurosong 2025: Meet the eight artists in Belgium's Eurovision national final» (en inglés estadounidense).
  5. ↑  Ruxandra Tudor. «Belgium: Jelle van Dael, Mentissa, Stefanie Callebaut and Red Sebastian showcase Eurosong 2025 entries» (en inglés estadounidense).
  6. ↑  Justina Helgeson. «Belgium: Red Sebastian wins Eurosong 2025 with "Strobe Lights"» (en inglés británico).
  7. ↑  «Red Sebastian» (en neerlandés).

| Predecesor: Mustii con «Before The Party's Over» | Bélgica en el Festival de Eurovisión 2025 | Sucesor: - |